# جو سيسيرو
جو سيسيرو (بالإنجليزية: Joe Cicero) هو لاعب كرة قاعدة أمريكي، ولد في 18 نوفمبر 1910 في اتلانتيك سيتي في الولايات المتحدة، وتوفي في 30 مارس 1983 في كليرواتر في الولايات المتحدة.